# Phyllocnistis abatiae
Phyllocnistis abatiae là một loài bướm đêm thuộc họ Gracillariidae, known from Argentina. Ấu trùng ăn Abatia stellata.